# Standaardomstandigheden
Standaardomstandigheden zijn in de chemische thermodynamica een stel omstandigheden die als eindig aftelpunt voor veranderingen in de thermodynamische grootheden gekozen zijn. Standaardomstandigheden zijn noodzakelijk als referentie bij tabulatie van enthalpie, entropie, gibbsenergie enz.
Gewoonlijk worden daarvoor genomen:
1. de meest stabiele fase bij de onderhavige temperatuur
Bij kamertemperatuur is dat bijvoorbeeld grafiet (en niet diamant) voor koolstof en vloeibaar water, niet stoom.
2. voor iedere gasvormige component is de standaardtoestand een gas dat zich ideaal gedraagt en een partieeldruk heeft die gelijk is aan de standaarddruk, {\displaystyle p^{\ominus }}, een gekozen waarde die niet nul kan zijn. 
Sinds 1990 wordt door de IUPAC 100 kPa (105 Pa of 1 bar) aangeraden als standaarddruk. maar ander keuzes zijn mogelijk mits consequent volgehouden. Vroeger was een druk van 1 atm (= 1,013 25 bar, of 101 325 Pa) gebruikelijk.
3. voor een opgeloste stof is de standaardtoestand een ideale verdunning, en een molaire concentratie {\displaystyle c^{\ominus }}, een gekozen waarde die niet nul kan zijn.
Gewoonlijk wordt als standaardconcentratie 1 mol/L aangenomen, maar andere keuzes zijn soms praktischer en in sommige gevallen zelfs noodzakelijk. Een molaliteit {\displaystyle m^{\ominus }} van 1 mol/kg wordt soms ook als standaard gebruikt.
4. voor een vaste stof of een vloeistof wordt als standaardtoestand typisch de zuivere stof gekozen. 
Er wordt dan een standaardmolfractie {\displaystyle x^{\ominus }} van 1 als referentie gebruikt.

## Notatie
Grootheden bij standaardomstandigheden worden met een plimsoll (⦵) of ominus ({\displaystyle \ominus }) in superscript, of met een gradensymbool (°) genoteerd. Dit laatste is erg ingeburgerd. IUPAC aanvaardt beide notaties, maar gebruikt systematisch de plimsoll.
Bijv. de standaarddruk {\displaystyle p^{\ominus }} of {\displaystyle p^{\circ }}
de standaardvormingsenthalpie {\displaystyle \Delta _{\mathrm {f} }H^{\ominus }} of {\displaystyle \Delta _{\mathrm {f} }H^{\circ }}
de standaardreductiepotentiaal {\displaystyle E^{\ominus }} of {\displaystyle E^{\circ }}.
In sommige teksten wordt de plimsoll of het gradensymbool vervangen door het nulsymbool (bijv. {\displaystyle p^{0}}, {\displaystyle \Delta _{\mathrm {f} }H^{0}}, {\displaystyle E^{0}}), wat verwarrend is, omdat dit ten onrechte suggereert dat de standaard op een nulpunt zou duiden, terwijl het net een arbitrair gekozen referentiewaarde betreft, die zeker niet nul kan zijn.

## De noodzaak van een eindige druk
De noodzaak om niet het natuurlijke nulpunt van de druk- en concentratieschaal ({\displaystyle p=0}, {\displaystyle c=0}) als aftelpunt te nemen, wortelt diep in de wiskundige uitdrukkingen van de thermodynamica. Zo is bijvoorbeeld de verandering van de chemische potentiaal (partieel molaire gibbsenergie) van een ideaal gas onder veranderende druk en constante temperatuur te schrijven als:
{\displaystyle \mu _{2}-\mu _{1}=RT\ln \left({\frac {p_{2}}{p_{1}}}\right)}
Kiest men {\displaystyle p_{1}} als de standaardtoestand, en noemt men {\displaystyle p_{2}} als een algemene partieeldruk {\displaystyle p}, dan is de chemische potentiaal van het gas te berekenen uit de standaardtoestand volgens: 
{\displaystyle \mu =\mu ^{\ominus }+RT\ln \left({\frac {p}{p^{\ominus }}}\right)}
De verhouding {\displaystyle p/p^{\ominus }} is dimensieloos (de logaritme is ook alleen voor getallen gedefinieerd, niet voor eenheden of functies). Echter, omdat de logaritme niet gedefinieerd is wanneer het argument nul of oneindig is, kan {\displaystyle p^{\ominus }=0} niet als aftelpunt gebruikt worden, ook niet als daarvoor het natuurlijke nulpunt van de SI-eenheid (0 Pa) zou gebruikt worden.  
De thermodynamische afteltoestand is dus geenszins een slordig historisch overblijfsel, maar een wiskundige noodzakelijkheid. Normaal wordt {\displaystyle p^{\ominus }=1\ \mathrm {bar} } als standaard gekozen (vroeger 1 atm). Wiskundig kan iedere waarde gekozen worden, behalve nul. Eenzelfde argumentatie geldt ook voor concentraties, echter niet voor de temperatuur. 

## De temperatuur
Thermodynamische tabellen worden voor verschillende onderhavige temperaturen gegeven. Thermodynamisch is er namelijk noodzaak noch nut aan een gestandaardiseerde temperatuur. Integendeel, wanneer staal wordt bereid bij 1000 K dan is er behoefte aan thermodynamische gegevens bij die temperatuur. Vaak wordt er wel aangenomen dat wanneer de temperatuur niet gespecificeerd wordt, er sprake is van 25 °C (298,15 K). Andere opties zijn ook mogelijk afhankelijk van de context. Dit soort van standaardisatie namelijk is een kwestie van sociale (of politieke) conventies, niet van wiskundige noodzaak, zoals hierboven.
Het molair volume van een ideaal gas is onder dezelfde omstandigheden (druk, temperatuur) altijd hetzelfde en kan met de gaswet worden berekend. Bij 298,15 K (25 °C) en een standaarddruk van 100 000 Pa geldt bijvoorbeeld {\displaystyle V_{\mathrm {m} }^{\ominus }=22{,}789\ \mathrm {L\cdot mol} ^{-1}}, terwijl bij 273,15 K (0 °C) een waarde van  {\displaystyle V_{\mathrm {m} }^{\ominus }=22{,}711\ \mathrm {L\cdot mol} ^{-1}} geldt.
In de industrie worden voor gashoeveelheidsmeting vaak normaalcondities gedefinieerd als 0 °C en 101 325 Pa (1 atm). 

## Standaardconcentraties
Ook met betrekking tot concentratie wordt in de thermodynamica bij voorkeur gewerkt met eenheden die door het kiezen van een bepaalde standaard afteltoestand dimensieloos gemaakt zijn. Bij het rapporteren van standaardenthalpie of -entropie is het belangrijk om duidelijk te maken welke omstandigheden als standaard gebruikt zijn. Bijvoorbeeld de standaard vrije enthalpie bij een chemisch evenwicht:
{\displaystyle \Delta _{\mathrm {r} }G^{\ominus }=-RT\ln {K}}
Meestal worden als standaardomstandigheden in zo'n geval een druk van 1 bar en een concentratie van 1 mol/L gebruikt voor alle species, maar andere keuzes zijn mogelijk. {\displaystyle \Delta _{\mathrm {r} }G^{\ominus }} heeft een andere numerieke waarde afhankelijk van de vraag of de concentraties gebruikt in de evenwichtsconstante {\displaystyle K} zijn uitgedrukt in molariteiten, molaliteiten, molfracties. Iedere keuze, ook van gemengde eenheden, is in principe toegestaan, maar leidt tot een andere schaal.
Bij molariteit is de afteltoestand typisch: {\displaystyle c^{\ominus }=1\ \mathrm {mol/L} }
Bij molaliteit is de afteltoestand typisch: {\displaystyle m^{\ominus }=1\ \mathrm {mol/kg} }
Bij molfractie is de afteltoestand typisch {\displaystyle x^{\ominus }=1}, dat wil zeggen de zuivere component.
Wanneer gewerkt wordt met verdunde oplossingen is de molariteit de meest gebruikte eenheid, maar bij niet-verdunde systemen, zoals een half-om-halfmengsel van water en alcohol, wordt het moeilijk met deze eenheid te werken. Het is dan bijvoorbeeld niet duidelijk wat het oplosmiddel is en wat de opgeloste stof. Wanneer fasediagrammen worden geconstrueerd is het daarom nuttig om met molfracties te werken en met de daarmee geassocieerde afteltoestand {\displaystyle x=1}.

## Historie
De keuze van de getallen voor de standaardomstandigheden lijkt in eerste instantie strikt willekeurig te zijn, zeker als ze in SI-eenheden worden geschreven. De geschiedenis van de wetenschap maakt duidelijk dat, lang voordat van een volledig inzicht in een onderwerp sprake is, meetgegevens met elkaar vergeleken moeten kunnen worden. Welke eenheid of basis gekozen wordt is dan nog niet belangrijk. Een eenmaal gekozen basis verwerft burgerrechten, zeker als de eenheid langere tijd is gebruikt en meetgegevens gebaseerd op de eenheid op veel punten in de wetenschap worden toegepast. Een later, met meer inzicht, doorgevoerde standaard biedt dan twee mogelijkheden:
- Herschrijf alle vroegere meetwaarden en constanten (tabellenboeken, encyclopedieën) naar de nieuwe eenheden.
- Definieer een voor het vakgebied hanteerbare eenheid waardoor alle getallen die men gewend is, niet gewijzigd hoeven te worden.
Voorbeelden hiervan zijn het gebruik van de hPa in de meteorologie en het gebruik van standaarddruk (= 1 bar) in de thermodynamica.